# أحمد سانتوس (ملاكم)
أحمد سانتوس (بالإسبانية: Ahmed Santos)‏ (19 فبراير 1974 بلوس موتشيس في المكسيك - ) هو ملاكم مكسيكي.

## روابط خارجية
- أحمد سانتوس على موقع بوكس ريك (الإنجليزية) (registration required)